# 和歌山連隊区
和歌山連隊区（わかやまれんたいく）は、大日本帝国陸軍の連隊区の一つ。前身は和歌山大隊区である。和歌山県の大部分または同県全域の徴兵・召集等兵事事務を取り扱った。実務は和歌山連隊区司令部が執行した。兵庫県・奈良県の一部を管轄した時期もあった。1945年（昭和20年）、同域に和歌山地区司令部が設けられ、地域防衛体制を担任した。

## 沿革
1888年（明治21年）5月14日、大隊区司令部条例（明治21年勅令第29号）によって和歌山大隊区が設けられ、陸軍管区表（明治21年勅令第32号）により和歌山県全域と奈良県の一部が管轄区域に定められた。第4師管第7旅管に属した。
1896年（明治29年）4月1日、和歌山大隊区は連隊区司令部条例（明治29年勅令第56号）によって連隊区に改組され、旅管が廃止となり第4師管に属した。また、兵庫県の一部が管轄区域に加えられた。1898年10月31日、司令部は和歌山市旧和歌山城内に移転した。
1903年（明治36年）2月14日、改正された「陸軍管区表」（明治36年勅令第13号）が公布となり、再び旅管が採用され連隊区は第4師管第7旅管に属した。
日本陸軍の内地19個師団体制に対応するため陸軍管区表が改正（明治40年9月17日軍令陸第3号）となり、1907年（明治40年）10月1日、第4師管第32旅管に属し、管轄区域は和歌山県全域に変更された。1916年2月7日、連隊区司令部が和歌山市七番丁2番地に仮移転し、同年5月23日、海草郡湊村大字湊に移転。
1925年（大正14年）4月6日、日本陸軍の第三次軍備整理に伴い陸軍管区表が改正（大正14年軍令陸第2号）され、同年5月1日、旅管は廃され引き続き第4師管の所属となった。
1940年（昭和15年）8月1日、和歌山連隊区は中部軍管区大阪師管に属することとなった。
1945年には作戦と軍政の分離が進められ、軍管区・師管区に司令部が設けられたのに伴い、同年3月24日、連隊区の同域に地区司令部が設けられた。地区司令部の司令官以下要員は連隊区司令部人員の兼任である。同年4月1日、大阪師管は大阪師管区と改称された。

## 管轄区域の変遷
1888年5月14日、陸軍管区表（明治21年勅令第32号）が制定され、和歌山大隊区の管轄区域が次のとおり定められた。
- 和歌山県

全県
- 奈良県

吉野郡・宇智郡
1896年4月1日、連隊区へ改組された際に管轄区域に神戸連隊区から兵庫県津名郡・三原郡を編入した。変更後の管轄区域は以下のとおり。
- 和歌山県

全県
- 奈良県

吉野郡・宇智郡
- 兵庫県

津名郡・三原郡
1907年10月1日、堺連隊区などが新設されたことに伴い、管轄区域が陸軍管区表（明治40年9月17日軍令陸第3号）により変更され、奈良県区域を奈良連隊区へ、兵庫県区域を堺連隊区へ移管し、和歌山県全域の管轄となった。
1915年（大正4年）9月13日、伊都郡を堺連隊区へ移管し、管轄区域は次のように変更された。
- 和歌山県

和歌山市・海草郡・那賀郡・有田郡・日高郡・西牟婁郡・東牟婁郡
1925年5月1日、陸軍管区表の改正に伴い、堺連隊区から伊都郡を編入し、再び和歌山県全域が管轄となり、廃止されるまで変更されなかった。

## 司令官
和歌山大隊区
- （心得）浅海通直 歩兵大尉：1888年5月14日 -
- 藤村正彦 歩兵少佐：1896年1月23日[12] - 不詳

和歌山連隊区
- 神田一之 歩兵少佐：不詳 - 1899年4月12日
- 大槻栄行 歩兵少佐：1899年4月12日 - 1901年11月3日
- 今村義心 歩兵少佐：1901年11月3日 -
- 藤井養三 歩兵少佐：1903年12月1日 - 1906年8月25日
- 坂本左狂 歩兵中佐：1906年8月25日 - 1907年11月13日
- 米津逸三 歩兵中佐：1907年11月13日 - 1908年12月21日
- 末永質 歩兵中佐：1908年12月21日 - 1911年8月19日
- 小島米三郎 歩兵少佐：1911年8月19日 - 1916年8月18日
- 長野幾磨 歩兵中佐：1916年8月18日 -
- 石関春 歩兵大佐：不詳 - 1921年4月1日[13]
- 塩谷義太郎 歩兵中佐：1921年4月1日[13] - 1922年8月15日[14]
- 平林隆 歩兵大佐：1922年8月15日[14] - 1923年8月6日[15]
- 中平勇吉 歩兵大佐：1923年8月6日[15] -
- 小川三郎 歩兵大佐：不詳 - 1928年8月10日[16]
- 山口正熈 歩兵大佐：1928年8月10日[16] -
- 岡本鎮臣 歩兵大佐：1935年3月15日[17] -
- 斎俊男 大佐：1941年12月1日 - 1943年3月13日[18]
- 松尾謙三 大佐：1943年3月13日 - 1944年11月2日[19]

和歌山連隊区兼和歌山地区司令官
- 上野勘一郎 予備役陸軍中将：1945年3月31日[20] -